# نظامي جميل
أورنغ كايا نظامي جميل (بالإندونيسية: Nizami Jamil)‏ وهو يعرف غالبا بأوكا نظامي جميل ثقافي وكاتب ملاوي إندونيسي الجنسية. ولد في مدينة سياك سري إندرافورا عاصمة سلطنة سياك في 21 ديسمبر سنة 1936. كان والده أوكا محمد جميل سكرتير خاص للسلطان الشريف قاسم الثاني، آخر حكام سلطنة سياك. ألف كتبا في تاريخ سلطنة سياك ومنطقة رياو وفي التقاليد الملاوية. وبجانب ذلك رجلا تقليديا ترأس عدة مناصب في الهيئة التقليدية الملاوية.